# Paradiso
Pour les articles homonymes, voir Paradiso (homonymie).
Paradiso est une commune suisse du canton du Tessin, située dans le district de Lugano.

Photo aérienne prise à 400 m par Walter Mittelholzer (1919).

## Personnalités
- Antonio Barzaghi-Cattaneo (1834-1922) y est mort.
- René Bernasconi (1910-1994), dernier lieu d'origine.